# Strychnos axillaris
Strychnos axillaris là một loài thực vật có hoa trong họ Mã tiền. Loài này được Colebr. miêu tả khoa học đầu tiên năm 1818.